# Girolamo Farnese

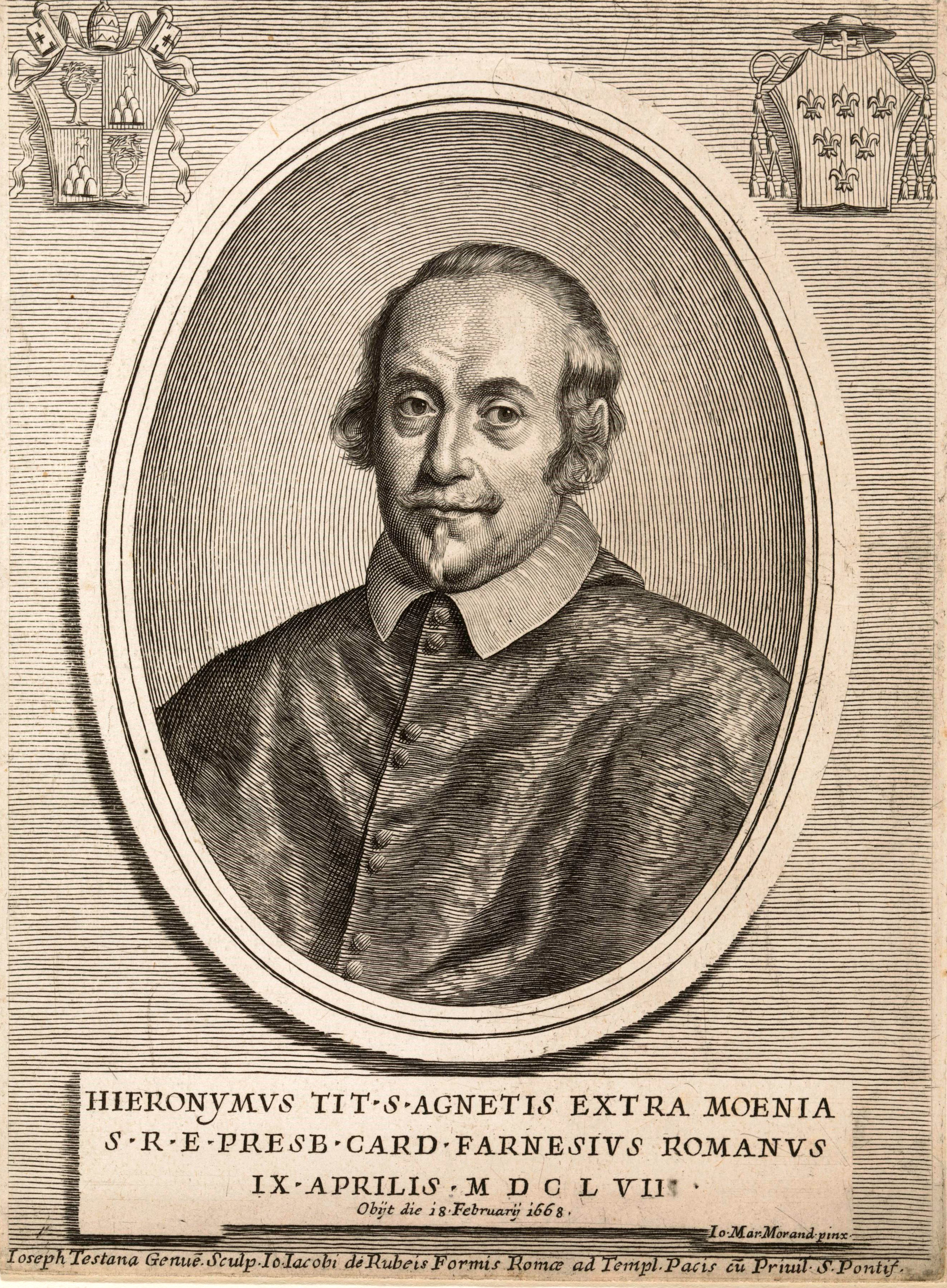
Girolamo Kardinal Farnese (Stich von Giuseppe Maria Testana nach Giovanni Maria Morandi, um 1665)

Wappen der Farnese

Girolamo Farnese (* 3. September 1599 in Latera; † 18. Februar 1668 in Rom) war ein italienischer Kardinal und Herzog von Latera.

## Leben
Er studierte an der Universität Parma unter dem Schutz von Ranuccio I. Farnese und trat während des Pontifikats von Paul V. in die Römische Kurie ein, wo er kleinere Positionen bekleidete und zum Kommendatarabt von San Lorenzo in Novara ernannt wurde.
Am 11. Juli 1639 wurde er zum Titularerzbischof von Patras ernannt. Die Bischofsweihe erhielt er am 26. Juli desselben Jahres durch Bischof Giovanni Battista Scanaroli. Von 1639 bis 1643 war er Apostolischer Nuntius in der Schweiz, danach kehrte er als Sekretär der Kongregation für die Bischöfe und Regularen nach Rom zurück. Im Jahr 1650 wurde er zum Statthalter von Rom und 1655 zum Präfekten des Apostolischen Palastes und Gouverneur von Castel Gandolfo ernannt.
Im Konsistorium vom 9. April 1657 erhob Papst Alexander VII. Girolamo Farnese in pectore zum Kardinal. Die Veröffentlichung erfolgte am 29. April 1658 und am 6. Mai desselben Jahres erhielt er Sant’Agnese fuori le mura als  Titelkirche. Von 1658 bis 1662 war er päpstlicher Legat in Bologna.
Nach dem Tod seines Bruders Pietro wurde er im Jahr 1662 Herzog von Latera. Er erließ viele Dekrete zugunsten der Bevölkerung von Latera, so dass die Latera-Gemeinde bei seinem Tod 1668 ein prächtiges Begräbnis für ihn organisierte und den Farnese als „Vasallen Christi“ ewige Treue schwor.
Kardinal Farnese nahm am Konklave von 1667 teil, das Papst Clemens IX. wählte.
Der Kardinal starb in Rom und wurde in der Kirche Il Gesù beigesetzt.